# Жуан-Алфреду
Жуан-Алфреду (порт. João Alfredo) — муниципалитет в Бразилии, входит в штат Пернамбуку. Составная часть мезорегиона Сельскохозяйственный район штата Пернамбуку. Входит в экономико-статистический микрорегион Медиу-Капибариби. Население составляет 26 975 человек.
Праздник города — 10 октября. 

## История
Город основан 10 октября 1935 года. 